# Gyroweisia yuennanensis
Gyroweisia yuennanensis är en bladmossart som beskrevs av Brotherus 1929. Gyroweisia yuennanensis ingår i släktet Gyroweisia och familjen Pottiaceae. Inga underarter finns listade i Catalogue of Life.